# Belinda Bauer
Belinda Bauer (nascida Belinda Sylvia Taubman; 13 de junho de 1950) é uma atriz australiana aposentada, a qual teve a sua carreira de filmografia destacada nas décadas de 1980 e 1990. Atualmente, vive em Los Angeles, Califórnia, onde atua como psicóloga.
Curiosamente, era esta profissão que a sua personagem, Dra. Juliette Faxx, possuía no filme Robocop 2, de 1990.

## Filmografia
| Ano  | Filme                                     | Papel                   |
| ---- | ----------------------------------------- | ----------------------- |
| 1979 | Winter Kills                              | Yvette Malone           |
| 1980 | American Success Company                  | Sarah                   |
| 1981 | The Archer: Fugitive from the Empire (TV) | Estra                   |
| 1982 | Timerider: The Adventure of Lyle Swann    | Claire Cygne            |
| 1983 | Flashdance                                | Katie Hurley            |
| 1983 | The Sins of Dorian Gray (TV)              | Dorian Gray             |
| 1984 | Samson and Delilah (TV)                   | Delilah                 |
| 1984 | Airwolf                                   | Gabrielle Ademaur       |
| 1985 | Starcrossed (TV)                          | Mary the Alien          |
| 1987 | Tonight's the Night (TV)                  | Pamela Ahlberg          |
| 1987 | The Rosary Murders                        | Pat Lennon              |
| 1990 | Act of Piracy                             | Sandy Andrews           |
| 1990 | RoboCop 2                                 | Dr. Juliette Faxx       |
| 1991 | Servants of Twilight                      | Christine Scavello      |
| 1993 | A Case for Murder (TV)                    | Joanna Gains            |
| 1993 | Necronomicon:Book of Dead                 | Nancy Gilmore (parte 1) |
| 1996 | Poison Ivy II: Lily                       | Angela Falk             |